# Basil Charles Trappes-Lomax
Basil Charles Trappes-Lomax, britanski general, * 14. avgust 1896, † 1963.